# Геррік Тауншип (округ Сасквеганна, Пенсільванія)
Геррік Тауншип (англ. Herrick Township) — селище (англ. township) в США, в окрузі Сасквегенна штату Пенсільванія. Населення — 710 осіб (2020).

## Демографія
Згідно з переписом 2010 року, у селищі мешкало 713 осіб у 308 домогосподарствах у складі 217 родин. Було 749 помешкань
Расовий склад населення:
| - 97,3 % — білих - 0,6 % — чорних або афроамериканців - 0,3 % — корінних американців - 0,3 % — азіатів |

До двох чи більше рас належало 0,8 %. Частка іспаномовних становила 1,4 % від усіх жителів.
За віковим діапазоном населення розподілялося таким чином: 18,0 % — особи молодші 18 років, 61,7 % — особи у віці 18—64 років, 20,3 % — особи у віці 65 років та старші. Медіана віку мешканця становила 49,4 року. На 100 осіб жіночої статі у селищі припадало 112,2 чоловіків;  на 100 жінок у віці від 18 років та старших — 112,0 чоловіків також старших 18 років.
Середній дохід на одне домашнє господарство  становив 74 712 долари США (медіана — 68 625), а середній дохід на одну сім'ю — 89 630 доларів (медіана — 82 083). Медіана доходів становила 48 026 доларів для чоловіків та 46 250 доларів для жінок. За межею бідності перебувало 3,6 % осіб, у тому числі 4,5 % дітей у віці до 18 років та 4,0 % осіб у віці 65 років та старших.
Цивільне працевлаштоване населення становило 377 осіб. Основні галузі зайнятості: освіта, охорона здоров'я та соціальна допомога — 20,2 %, роздрібна торгівля — 15,1 %, будівництво — 11,9 %, сільське господарство, лісництво, риболовля — 11,4 %.